# Rusina umbratica
Rusina umbratica là một loài bướm đêm trong họ Noctuidae.